# Roca Folletera
La Roca Folletera és una muntanya de 203 metres que es troba entre els municipis de Benifallet, a la comarca del Baix Ebre i de Miravet, a la comarca catalana de la Ribera d'Ebre.